# گل‌تارلا (سامسات)
گل‌تارلا (به ترکی استانبولی: Göltarla) (به کردی: Birgenî) یک منطقهٔ مسکونی کردنشین در ترکیه است که در سامسات واقع شده‌است.